# Sneeuwwitje en Rozerood

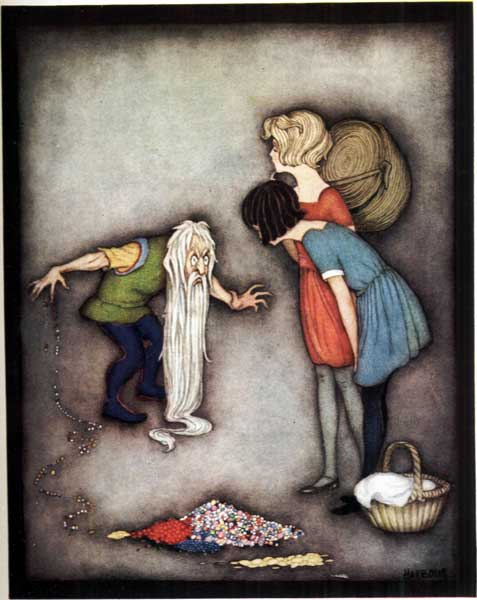
Sneeuwwitje en Rozerood

Sneeuwwitje en Rozerood (oorspronkelijke Duitse titel: Schneeweißchen und Rosenrot) is een sprookje uit Kinder- und Hausmärchen, de verzameling sprookjes van de gebroeders Grimm. Het verscheen voor het eerst in de derde oplage (1837) met als nummer KHM161. 

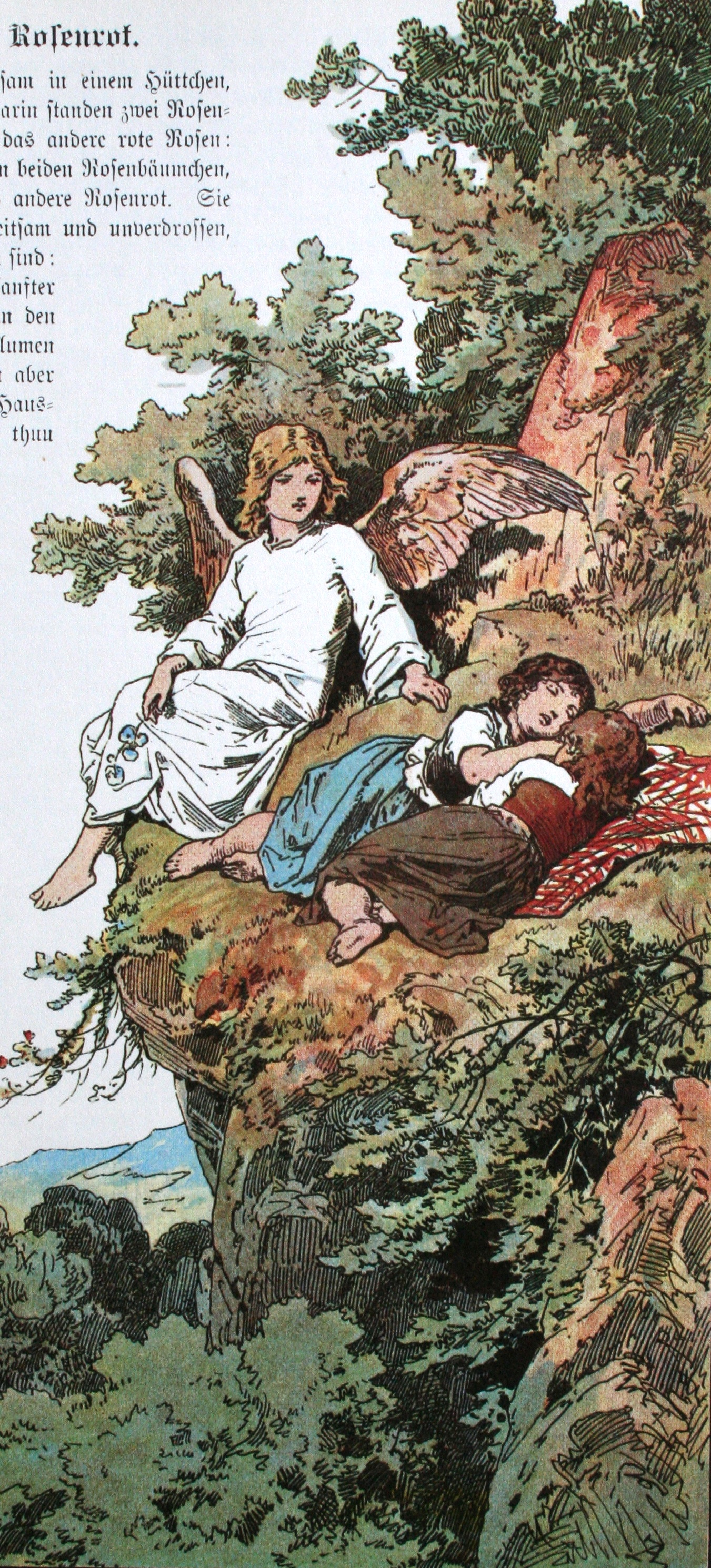
Sneeuwwitje en Rozerood slapen bij de afgrond

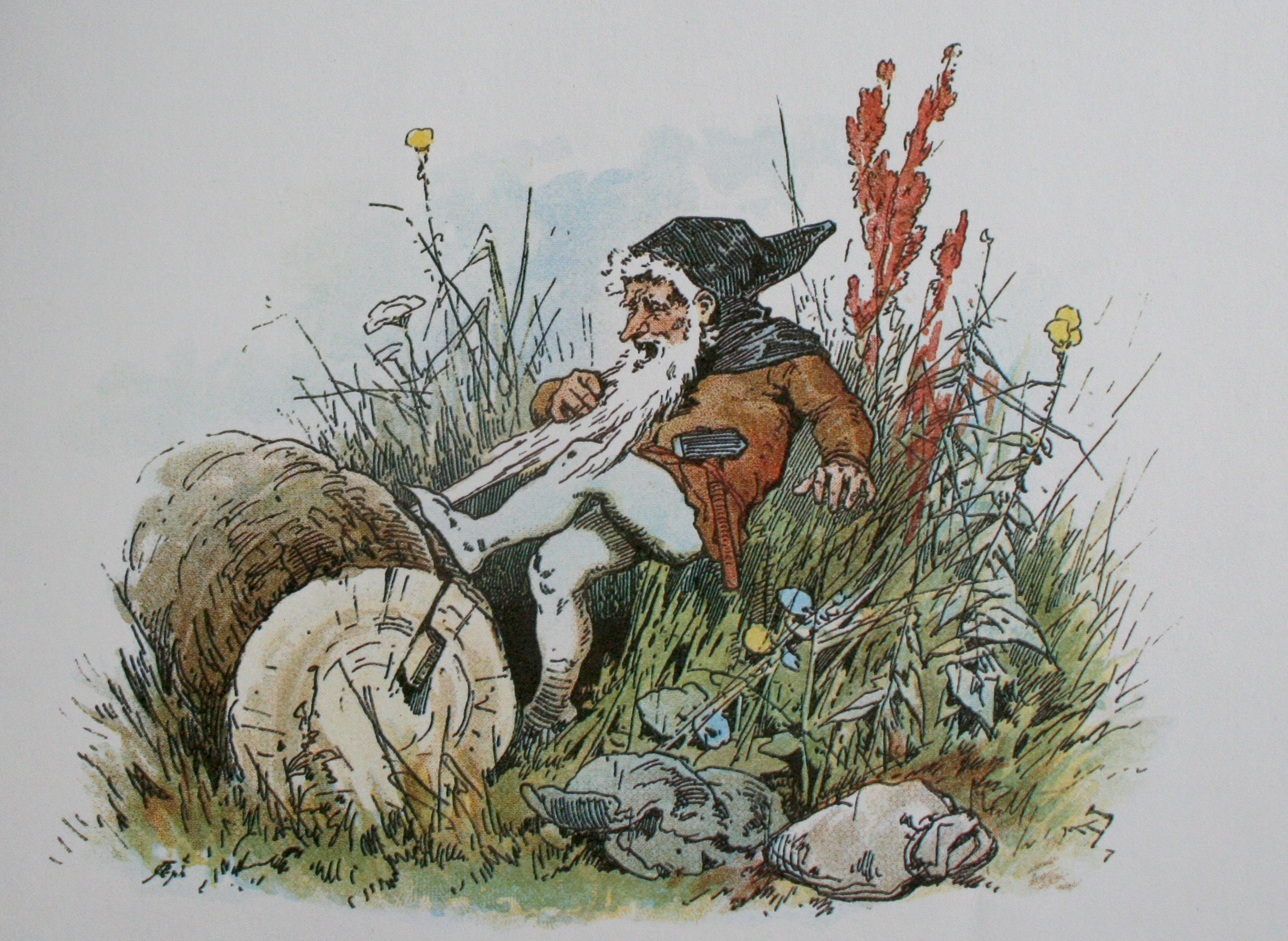
De dwerg

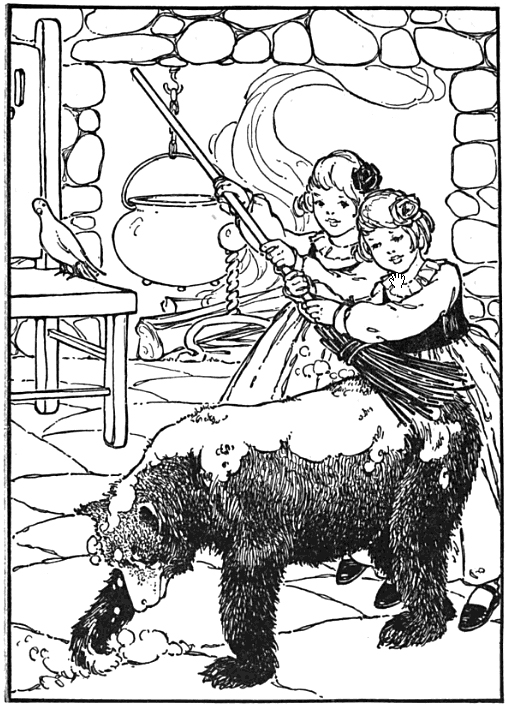
Ze vegen de vacht van de beer schoon

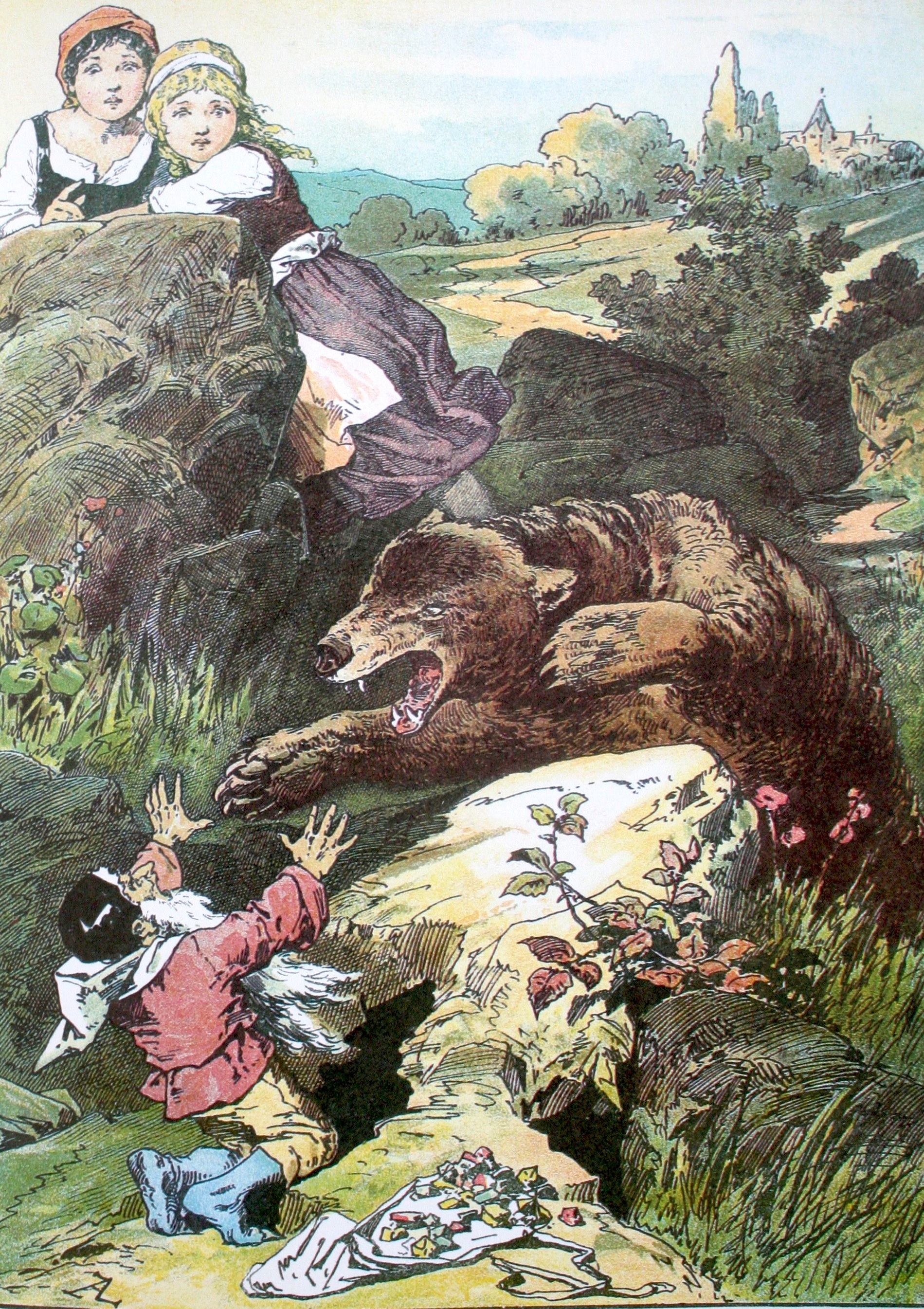
De beer valt de dwerg aan

## Het verhaal
Een weduwe heeft twee rozenboompjes in haar tuin, een witte en een rode. Haar twee kinderen, Sneeuwwitje en Rozerood, lijken op de boompjes. Sneeuwwitje is iets stiller, maar beide meisjes zijn vroom, goed en ijverig. Rozerood rent liever rond en de zusjes houden van elkaar. De dieren gaan vertrouwelijk met hen om en ze blijven lang in het bos, maar moeder maakt zich geen zorgen. Ze zien een kind in een glanzend jurkje en merken dat ze vlak bij een afgrond geslapen hebben. Moeder vertelt dat dit een engel geweest is.
Sneeuwwitje en Rozerood zetten bloemen bij het bed van moeder en er zit altijd een roos van beide bomen in. In de winter maakt Sneeuwwitje het vuur en de messingen ketel hangt erboven. Grootmoeder leest 's avonds voor en de meisjes spinnen terwijl ze luisteren. Er ligt een lammetje op de grond en er zit een duifje in huis. Er wordt aangeklopt en Rozerood doet open, er staat een beer voor de deur en het dier gaat naar binnen. Hij zegt dat hij op wil warmen en moeder waarschuwt dat hij zijn pels niet moet schroeien.
De kinderen halen de sneeuw uit zijn pels en hij wordt een goede gast, ze slaan hem met een hazelaarstakje. Hij zegt dat ze hun vrijer doodslaan en de beer slaapt bij de haard. Overdag gaan de kinderen het bos in en in het voorjaar neemt hij afscheid. Hij moet zijn schatten in het bos beschermen tegen de dwergen. Een stuk huid blijft aan de deur hangen en Sneeuwwitje ziet goud schitteren. De kinderen gaan rijshout sprokkelen en zien een dwerg met een sneeuwwitte baard. Hij zit vast aan een boom en de kinderen krijgen hem niet los, Sneeuwwitje pakt haar gouden schaar en knipt de baard af.
De dwerg is boos en pakt een zak met goud vanuit de wortels van de boom. De meisjes willen vis vangen en gaan naar het water, ze zien de dwerg opnieuw. Een vis probeert het mannetje het water in te trekken en de meisjes helpen hem door hem los te knippen. Opnieuw wordt de dwerg kwaad omdat er een stuk van zijn baard is geknipt en hij pakt een zak met parels uit het riet. De meisjes moeten garen, naalden en andere dingen halen in de stad en ze komen langs rotsblokken in een heideveld. Een vogel grijpt de dwerg en de kinderen rukken hem los, hij roept dat ze zijn jasje hebben stukgescheurd. De dwerg pakt een zak vol edelstenen en glipt in zijn hol onder de rotsen. De meisjes zien de dwerg op de terugweg en de zon schijnt op de stenen.
Het asgrauwe gezicht van de dwerg wordt rood en hij schreeuwt tegen de meisjes. Er komt een beer uit het bos en deze springt naar de dwerg. Hij smeekt om zijn leven en de beer slaat hem neer. De beer gaat met de meisjes mee en zijn berenvacht valt af. Er staat een man in goud gekleed en hij zegt een koningszoon te zijn. De dwerg had hem betoverd en zijn schat was gestolen. Sneeuwwitje trouwde met hem en Rozerood met zijn broer. Moeder neemt haar rozenboompjes mee naar het paleis waar ze nog jaren leeft bij haar kinderen.

## Achtergronden bij het verhaal
- Het sprookje is naar een verhaal uit Fabeln und Erzählungen für Kinder (1818) van Caroline Stahl.
- Het verhaal gaat over de strijd tussen de dwerg (het aardwezen) en de beer (hemelse gestalte, maar dan betoverd - zie ook Grote Beer), daartussen staat de mens (in de vorm van de twee meisjes).
- Sneeuwwitje en Rozerood kunnen gezien worden als winter en zomer. Rozerood maakt de grendel open en is vaak buiten, Sneeuwwitje sluit de grendel en is vaak binnen.
- Iets boosaardigs vastklemmen (in hout), zoals de baard van de dwerg, komt ook voor in het Sprookje van iemand die erop uittrok om te leren griezelen (KHM4), De wonderlijke speelman (KHM8) en Het snuggere snijdertje (KHM114). Ook in het middeleeuwse Van den vos Reinaerde komt dit voor.
- Een mens omgetoverd tot dier komt voor in bijvoorbeeld De kikkerkoning (KHM1), De twaalf broeders (KHM9), Broertje en zusje (KHM11), De drie mannetjes in het bos (KHM13), De drie veren (KHM63), De gauwdief en zijn meester (KHM93), De groente-ezel (KHM122), De ijzeren kachel (KHM127), Het lammetje en het visje (KHM141), Het boshuis (KHM169) en De kristallen bol (KHM197).
- Het kleine, grijze of oude mannetje treedt vaak op als helper van de mens, maar kan ook boosaardig zijn. Denk ook aan een kabouter, dwerg, gnoom, trol of onderaardse geest. Zie hiervoor ook De drie mannetjes in het bos (KHM13), Het zingende botje (KHM28), De kabouters (KHM39), Repelsteeltje (KHM55), De bijenkoningin (KHM62), De gouden gans (KHM64), Het aardmanneke (KHM91), Het water des levens (KHM97), De geest in de fles (KHM99), De jood in de doornstruik (KHM110), Vogel Grijp (KHM165), Sterke Hans (KHM166) en De geschenken van het kleine volkje (KHM182).
- Zie ook kabouter en beschermengel, dit kan een soort (vriendelijke) kinderschrik zijn.
- Voor zover bekend is er geen verband tussen dit verhaal en het bekendere, eveneens door Grimm opgetekende sprookje Sneeuwwitje.

## Afbeeldingen

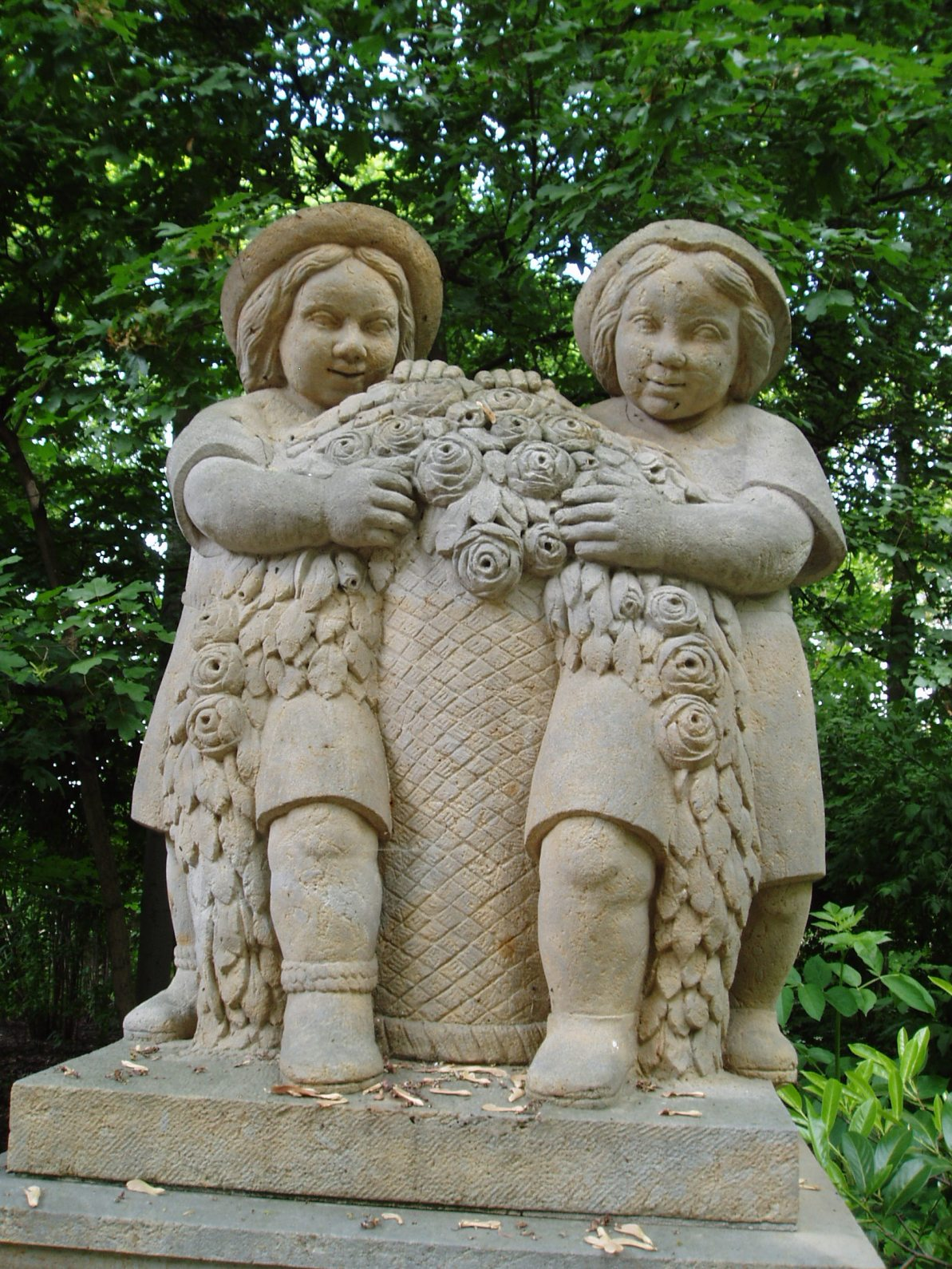
Sneeuwwitje en Rozerood
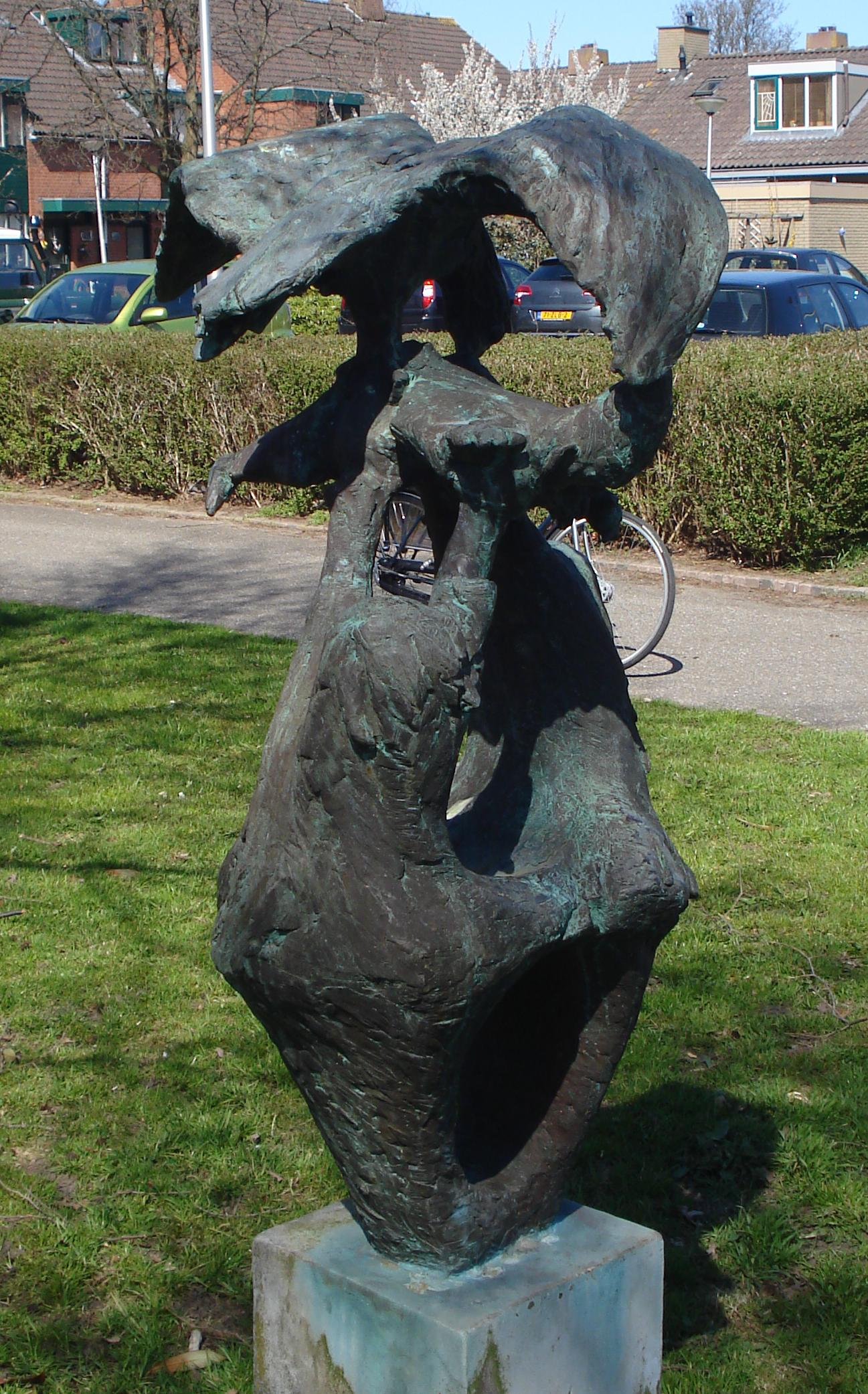
Kunstwerk in Krimpen aan den IJssel